# هوفمان استيتس (إلينوي)
هوفمان استيتس (بالإنجليزية: Hoffman Estates)‏ هي قرية وضاحية تقع في الولايات المتحدة في إلينوي. يقدر عدد سكانها بـ 51,895 نسمة .

## توأمة
لهوفمان استيتس (إلينوي) اتفاقيات توأمة مع:
- أنغوليم

## أعلام
- روب فالنتينو
- جورج ماير
- جوش كلاين
- أندريه هولمز
- روشان ماكينزي